# ФК Етникос Ахна
ФК Етникос Ахна (грч. Εθνικός Άχνας) је кипарски фудбалски клуб из Ахне. Играју у  Првој лига Кипра.